# Michele de Franchis
Michele De Franchis (Palermo, 6 de abril de 1875 – Palermo, 19 de fevereiro de 1946) foi um matemático italiano, que trabalhou principalmente com geometria algébrica.
De Franchis estudou na Universidade de Palermo, aluno de Giovanni Guccia e Francesco Gerbaldi, desde 1905 professor da Universidade de Cagliari, a partir de 1906 professor da Universidade de Parma, de 1909 a 1914 professor da Universidade de Catânia, sendo finalmente sucessor de Guccia como professor em Palermo.
Foi palestrante do Congresso Internacional de Matemáticos em Roma (1908).

## Obras
- Edoardo Sernesi, Ciro Ciliberto (Hrsg.): Opere di M. De Franchis, Rendiconti del Circolo Matematico di Palermo, Suppl., 1991